# Michaëlskapel (Koblenz)
De Michaëlskapel (Duits: Michaelskapelle) is een voormalige kerkhofkapel in de binnenstad van Koblenz, (Rijnland-Palts). De kapel staat vlak naast de Onze-Lieve-Vrouwekerk en draagt het patrocinium van de aartsengel Michaël.

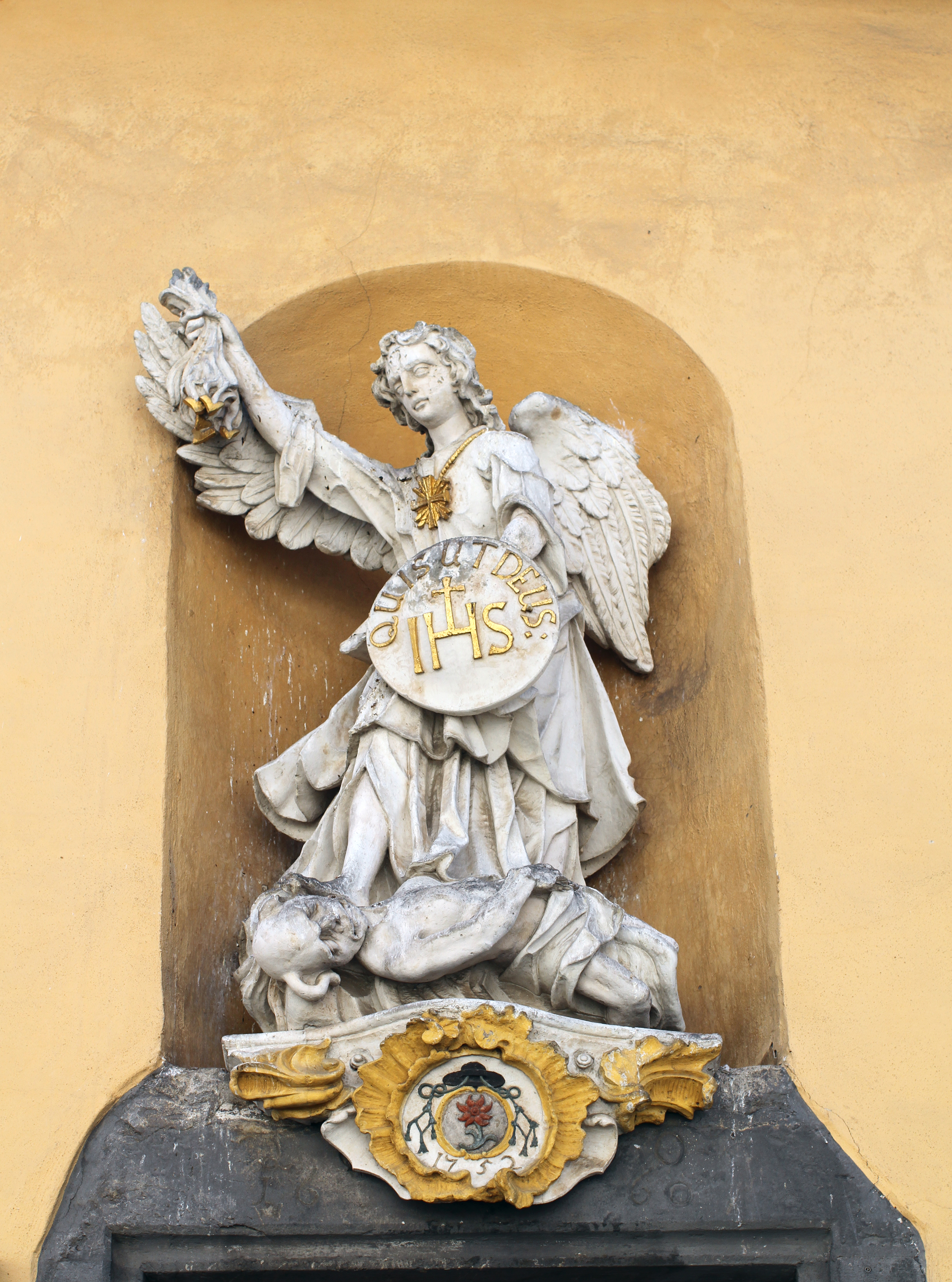
Beeld van de aartsengel boven de toegang van de kapell

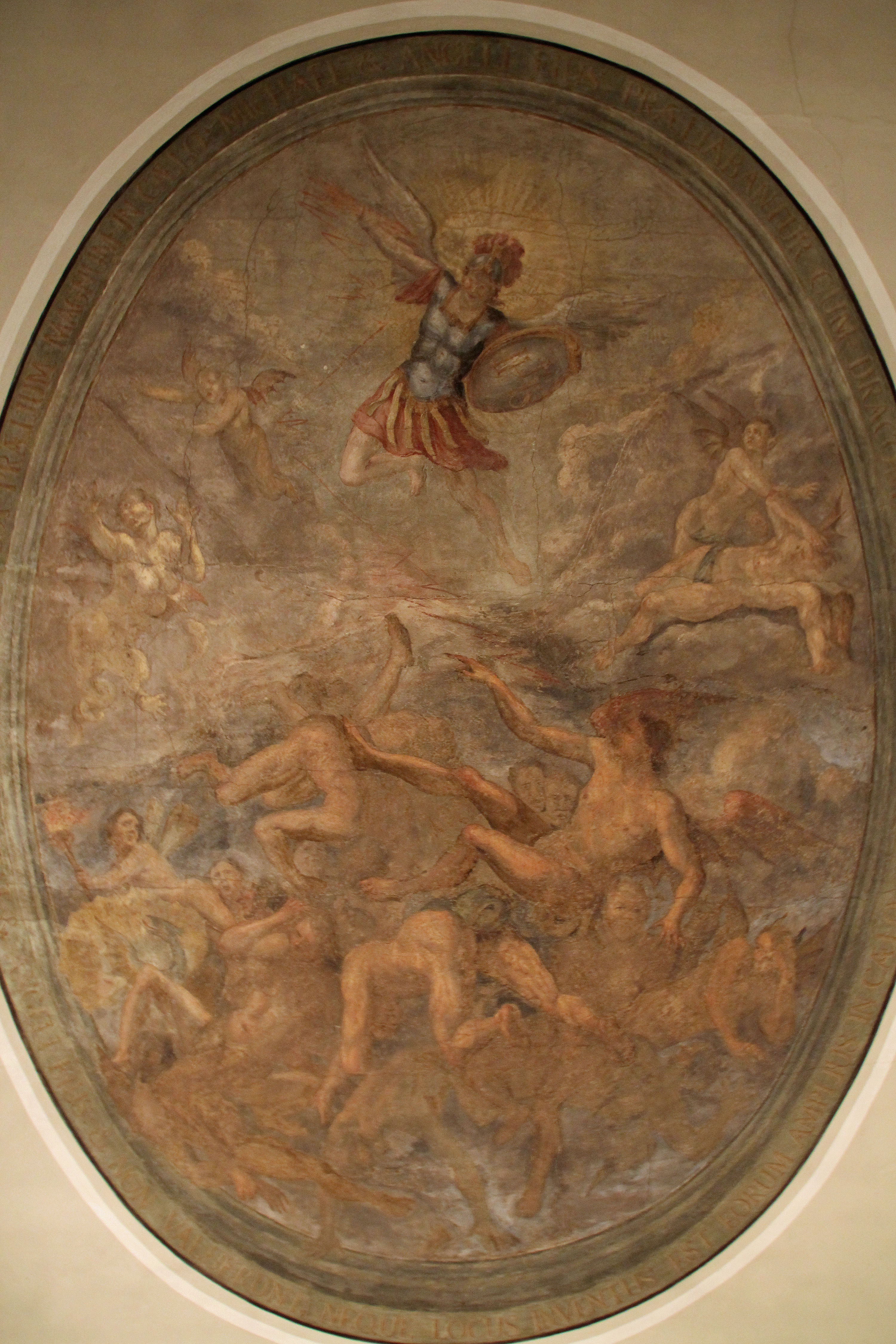
Plafondschilderij interieur

Sinds 2002 is de kapel deel van het UNESCO-werelderfgoed Bovenloop Midden-Rijndal.

## Geschiedenis
De kapel werd voor het eerst vermeld in 1321 en op een kerkhof opgericht, dan zich zuidelijk van het koor van de Onze-Lieve-Vrouwekerk aansloot. Kerk, kerkhof en kapel bevonden zich binnen de laat-Romeinse stadsbevestiging op een hoger gelegen deel, de kapel werd op een stomp van een Romeinse toren gebouwd. Omstreeks het jaar 1500 werd de gotische apsis aangebouwd. De plek van de kapel, direct aan de rand van het hoger gelegen deel, zorgde ervoor dat de bouw in 1592 dreigde te bezwijken. Daarom vond er in 1601 nieuwbouw van de betreffende muur plaats. In 1660 was de zaal van de kapel dermate vervallen, dat men tot nieuwbouw besloot. 

## Beschrijving
De kapel betreft een twee verdiepingen tellend bouwwerk. Het lagere deel van de kapel herbergde een knekelhuis en wordt tegenwoordig als een opslagruimte gebruikt. De bovenverdieping, dat over een trap aan de noordwesthoek te bereiken is, bevindt zich een zaal met een gotische apsis met een 5/8 afsluiting en een kruisribgewelf. Het koor is van spitsbogige vensters voorzien.    
In de latei van de ingang is een opschrift van het jaartal 1660 en daarboven, in een rondbogige nis, het beeld van de aartsengel Michaël geplaatst die de duivel overwint. Onder het beeld bevindt zich het wapen van pastoor Matthias Dormann met het jaartal 1752. 
In de verwarmingsruimte is de Romeinse torenstomp zichtbaar. 
De barokke kerkzaal met een vlak plafond is voorzien van rondboogvensters. Aan het plafond bevindt zich een groot ovaal schilderij uit de tweede helft van de 18e eeuw, dat de aartsengel Michaël en de nederdaling van de verdoemden voorstelt. In het gotische koor overleefden gevleugelde engelenkoppen de barokke herinrichting. Het crucifix in de apsis van terracotta is 19e-eeuws en hing vroeger aan de naburige stadsmuur.  